# Mojogedang (plaats)
Mojogedang is een bestuurslaag in het regentschap Karanganyar van de provincie Midden-Java, Indonesië. Mojogedang telt 3436 inwoners (volkstelling 2010).